# Салонні п'єси для фортепіано
Салонні п'єси для фортепіано (фр. Morceaux de salon; рос. Салонные Пьесы), Op. 10 — цикл п'єс для фортепіано Сергія Рахманінова написаний 1894 року.

## П'єси
- Ноктюрн (ля мінор)
- Вальс (Ля мажор)
- Баркарола (соль мінор)
- Мелодія (мі мінор)
- Гумореска (Соль мажор)
- Романс (фа мінор)
- Мазурка (Ре-бемоль мажор)